# Eulemur
Az Eulemur vagy magyarul barnamakik vagy valódi makik az emlősök (Mammalia) osztályába, a főemlősök (Primates) rendjébe és a makifélék (Lemuridae) családjába tartozó nem. Tizenkettő faj tartozik a nemhez.

## Elterjedésük
Az Eulemur fajok Madagaszkár szigetén élnek, ahol a családból a leginkább elterjedt nemet alkotják. A sziget középső részén található nem erdősült hegyvidék kivételével a sziget valamennyi élőhelyén előfordulnak.
Két fajuk, a barnamaki és a hamvas maki egy-egy alfaja a Comore-szigeteken is előfordul.

## Megjelenésük
A valódi makik a közepes termetű formák a családból.
Teljes hosszuk 30–45 cm, farkuk 45-65 centiméter hosszú, súlyuk 1 és 3 kg közötti.
A legtöbb fajnál jól fejlett ivari dimorfizmus figyelhető meg. Szőrzetük többnyire barna vagy szürkésbarna színű, fejük sokszor sötétebb színű.

## Életmódjuk
Több fajuk elsősorban lombkorona lakója, ahol a nappalt főként pihenéssel és napozással töltik. Rendkívül ügyesen mozognak a fák ágain, hatalmasakat ugorva fáról fára. Táplálékkeresés közben több fajuk előfordul a földön is.
Elsősorban kizárólag gyümölcsökkel táplálkoznak.
Többnyire csoportosan élnek. Egy csoportban három-öt állat él együtt, egy szülőpár és azok még ivaréretlen utódai.

## Szaporodásuk
A nőstények az ágvillák közé fészket raknak levelekből, oda rejtik a megszülető kicsinyeiket. A kölykök 3 hét múlva másznak ki először fészekből, 7 hetes korukra már a felnőttekhez hasonló ügyességgel mozognak. A fiatalok 2-3 éves korukban válnak ivaréretté.

## Rendszertani besorolásuk
Az Eulemur nemet 1989-ben hozták létre és ezáltal különítették el a fajokat a Lemur nembe sorolt gyűrűsfarkú makitól. Korábban morfológiai hasonlóságuk miatt sorolták valamennyi fajt a Lemur nembe, de a leszármazási vizsgálatok szerint a két nem nincs közeli rokonságban.
Az utóbbi években lezajlott genetikai alapú vizsgálatok alapján több alfajt is faji szintre emeltek, így növekedett meg a fajok száma 12-re.
- koronás maki (Eulemur coronatus)
- barnamaki (Eulemur fulvus)
- Sanford-barnamaki (Eulemur sanfordi)
- fehérhomlokú maki (Eulemur albifrons)
- sárgaszakállú maki vagy galléros maki (Eulemur collaris)
- szürkefejű maki (Eulemur cinereiceps) vagy (Eulemur albocollaris)
- szerecsenmaki (Eulemur macaco)
- kékszemű szerecsenmaki vagy Sclater-maki (Eulemur flavifrons)
- hamvas maki (Eulemur mongoz)
- vöröshasú maki (Eulemur rubriventer)
- vöröshomlokú maki (Eulemur rufifrons)
- vörös maki (Eulemur rufus)

## Képek

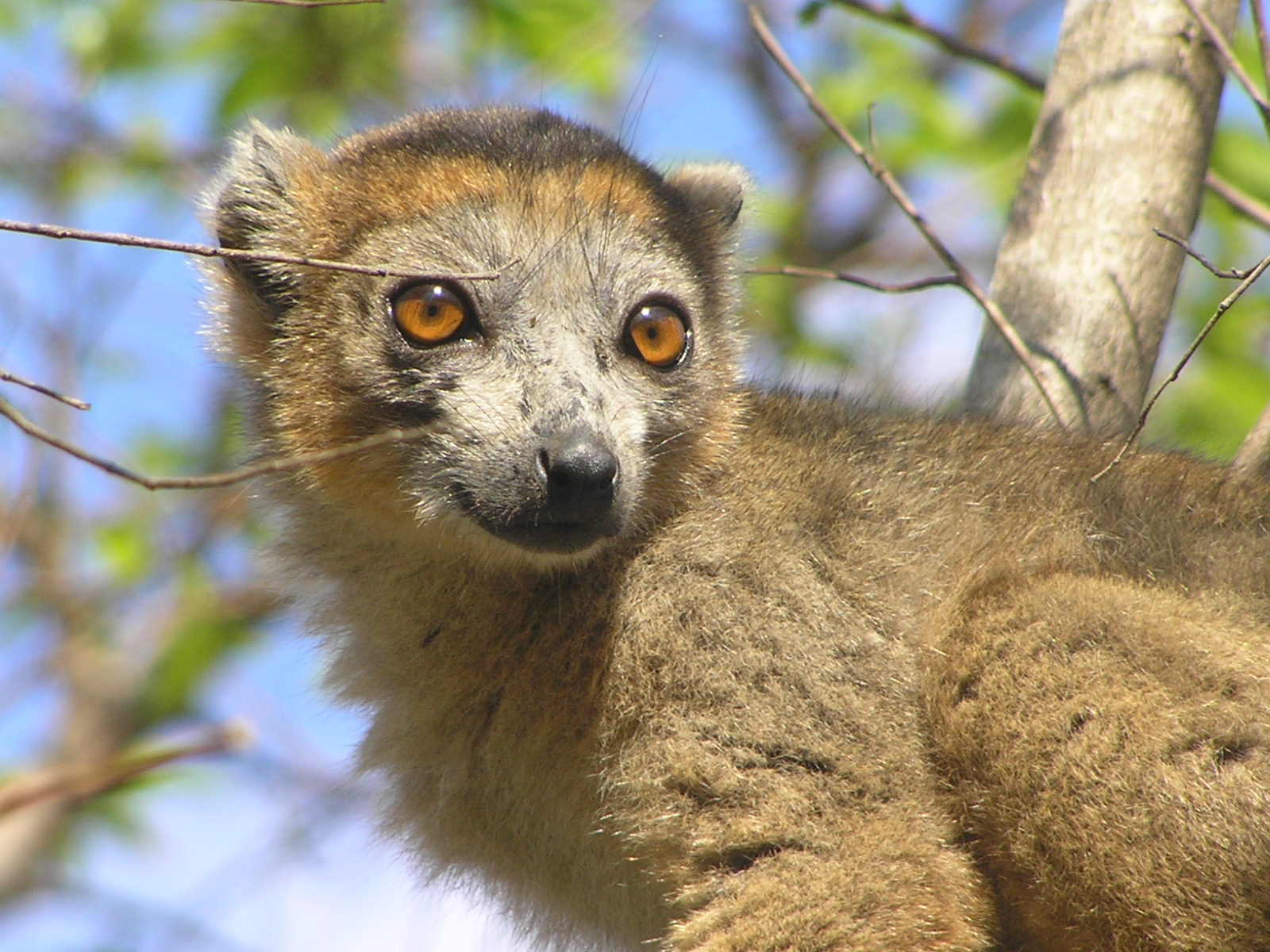
koronás maki (Eulemur coronatus)
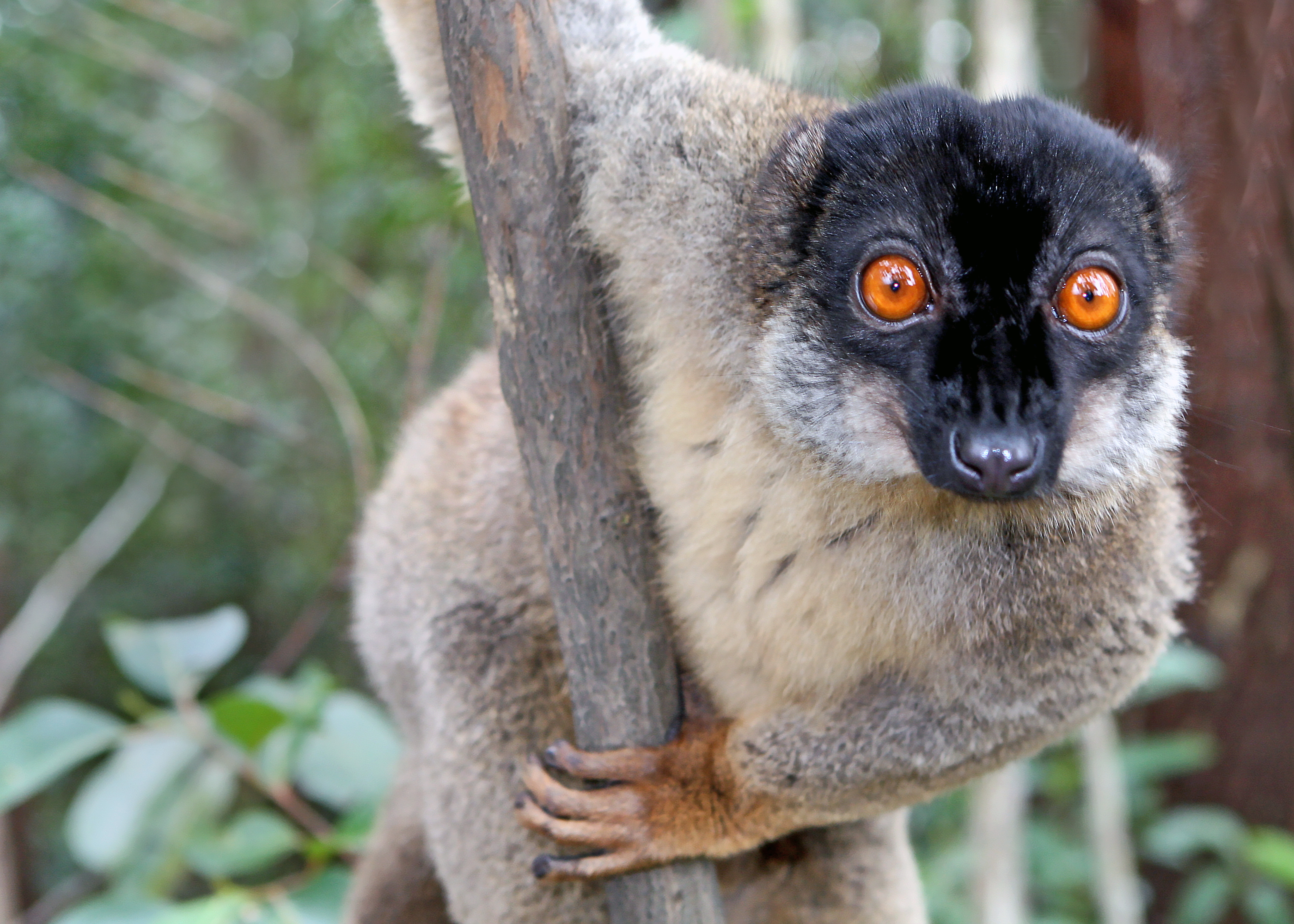
barnamaki (Eulemur fulvus)
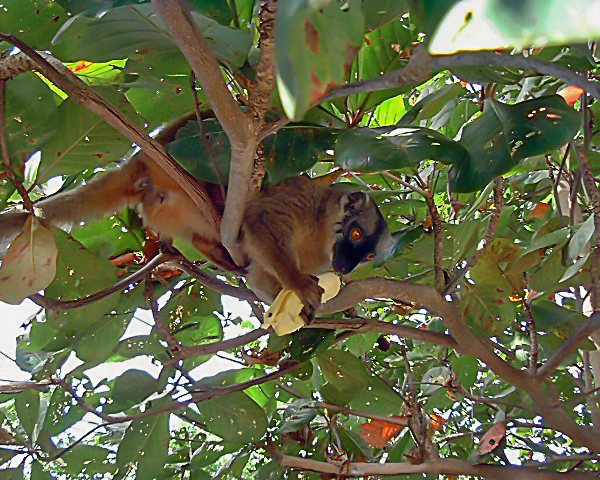
Mayotte-maki (Eulemur fulvus mayottensis)
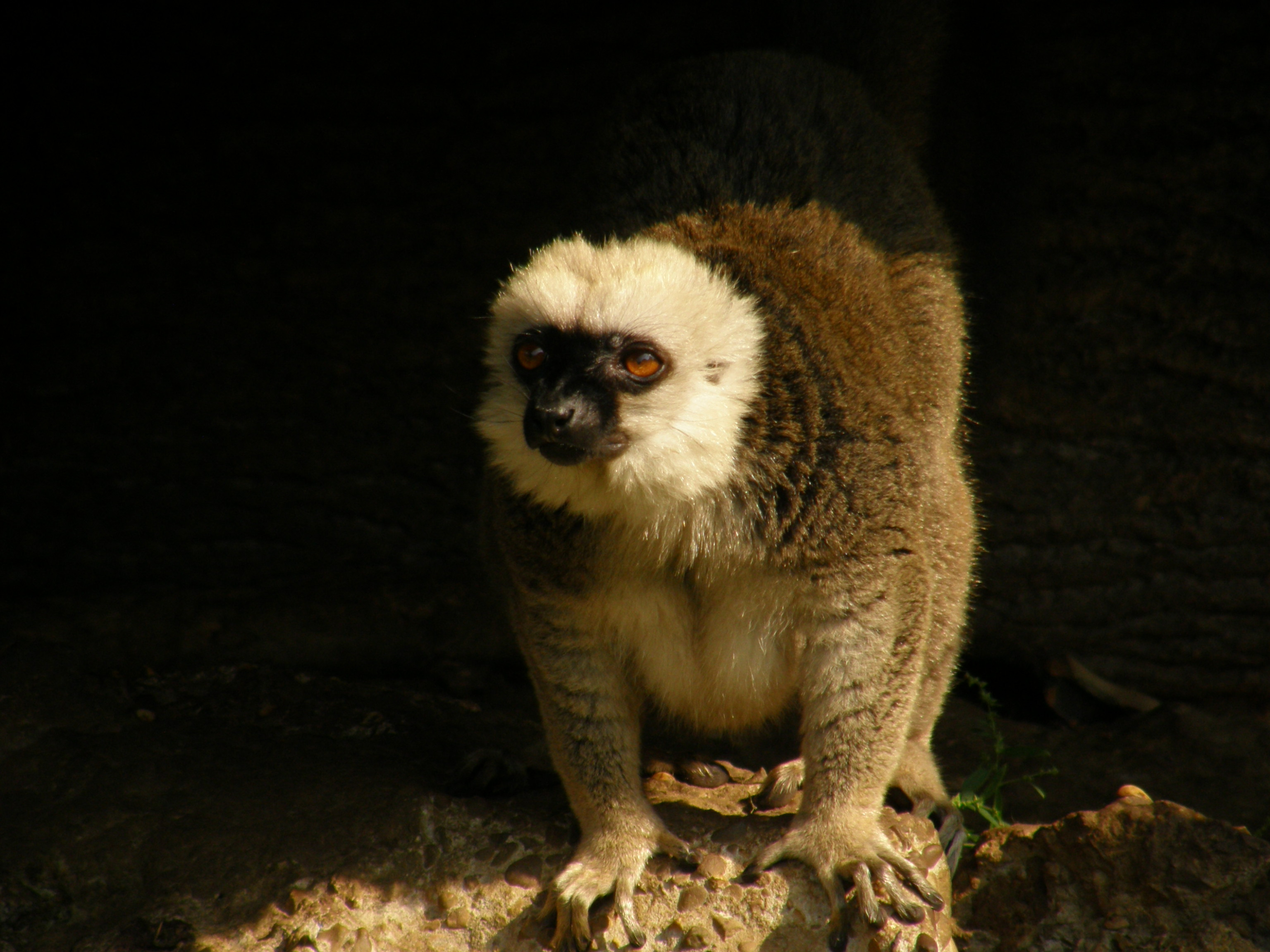
fehérhomlokú maki (Eulemur albifrons)
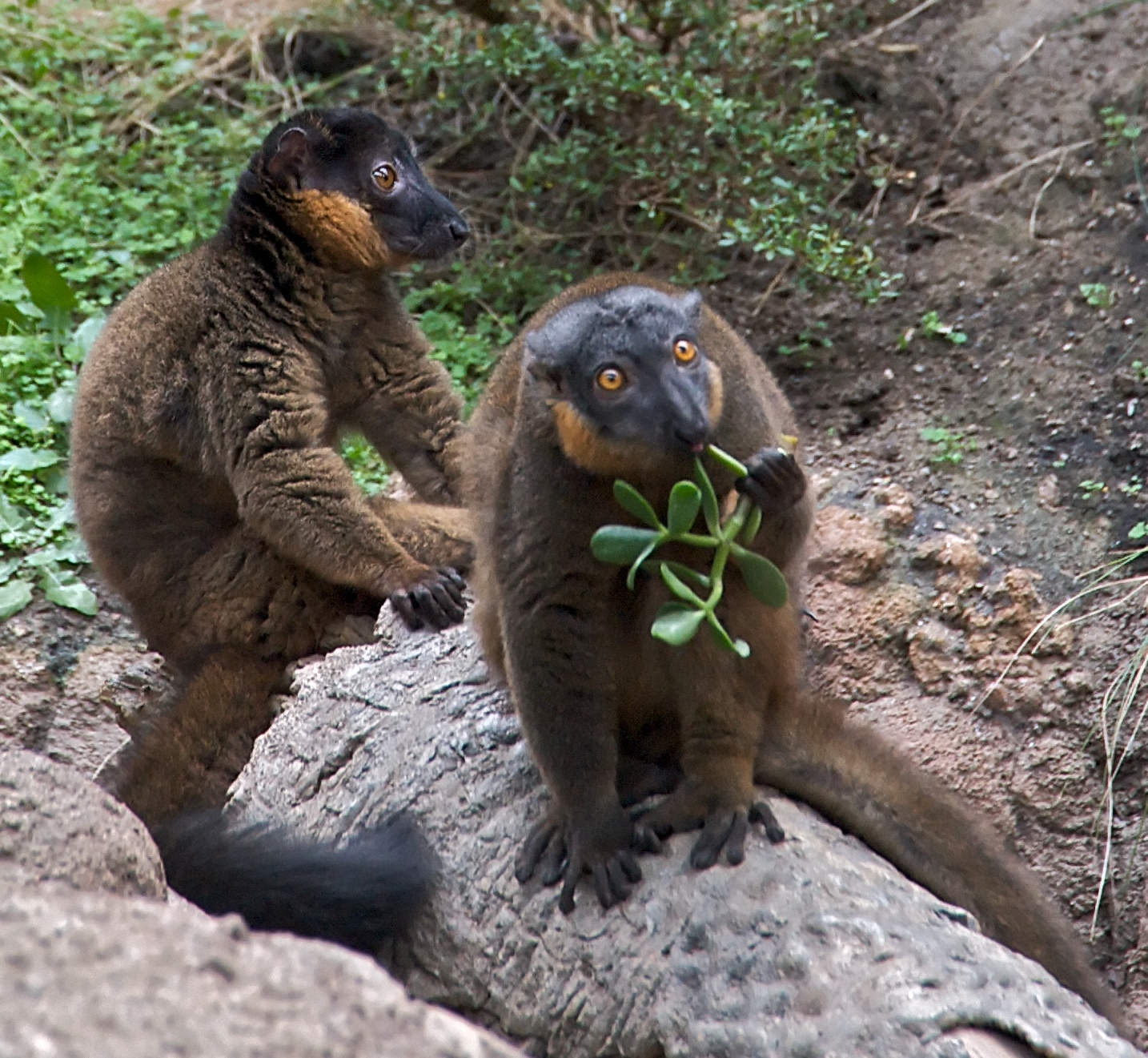
sárgaszakállú maki (Eulemur collaris)
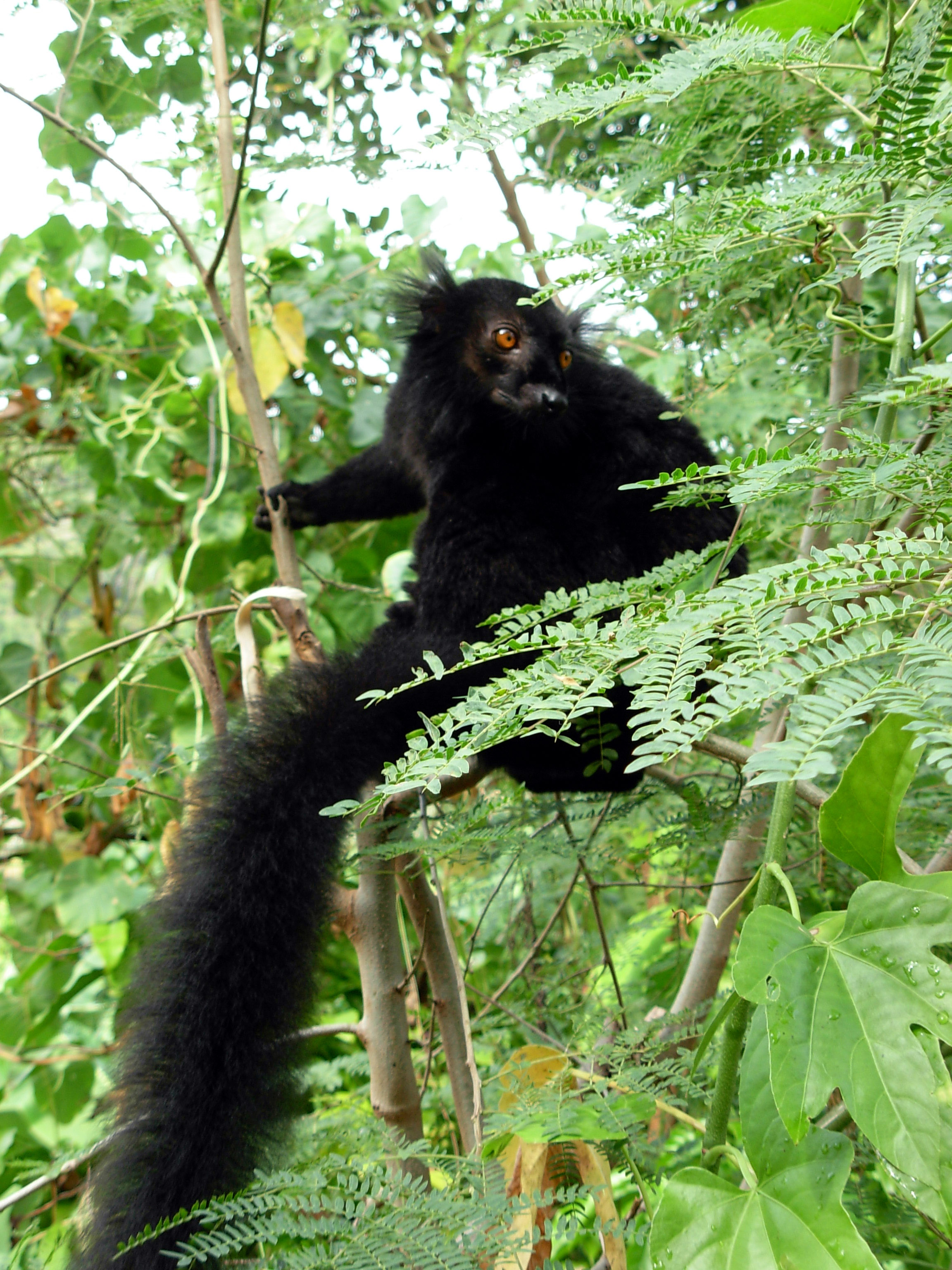
szerecsenmaki (Eulemur macaco)
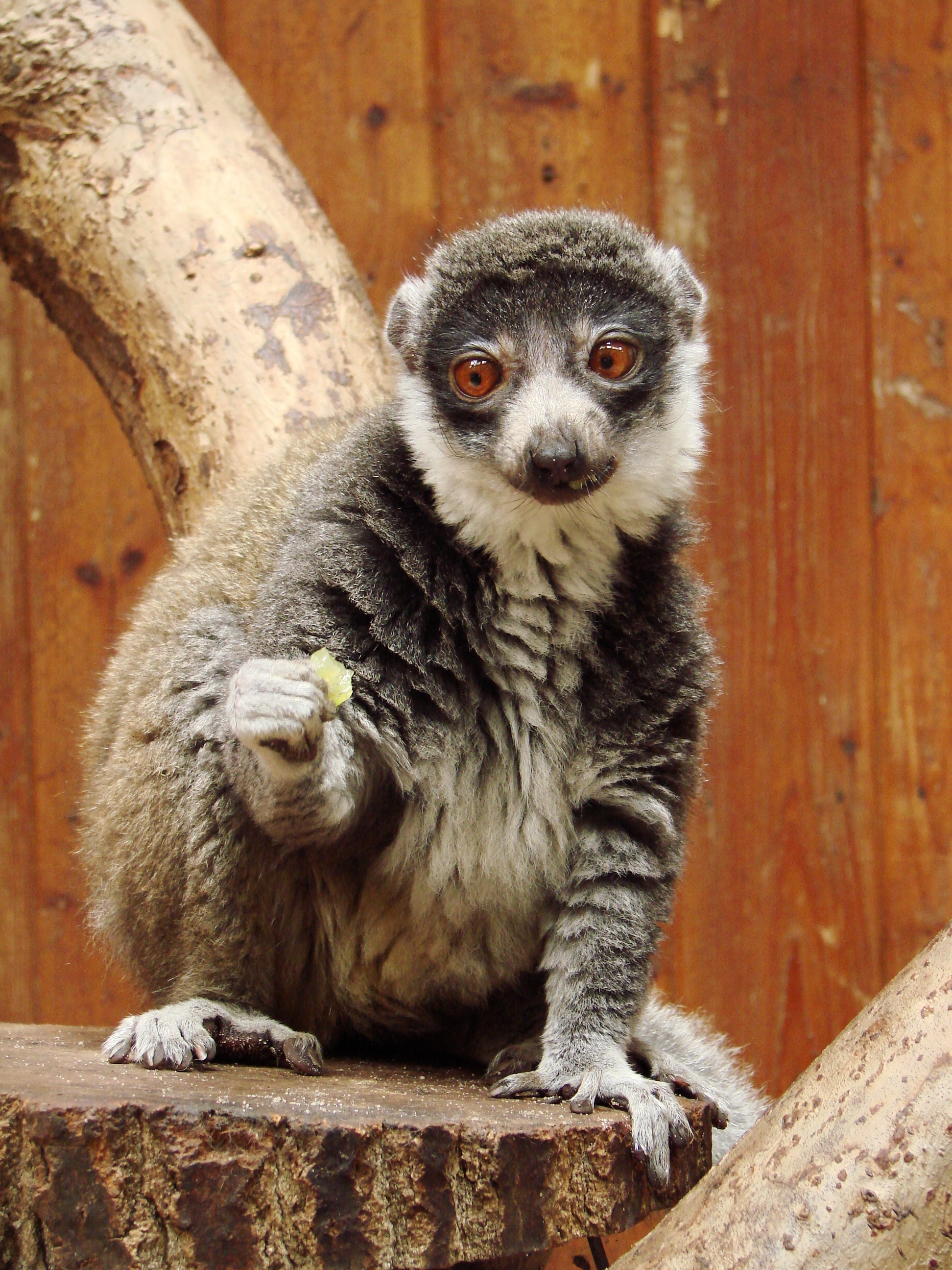
hamvas maki (Eulemur mongoz)
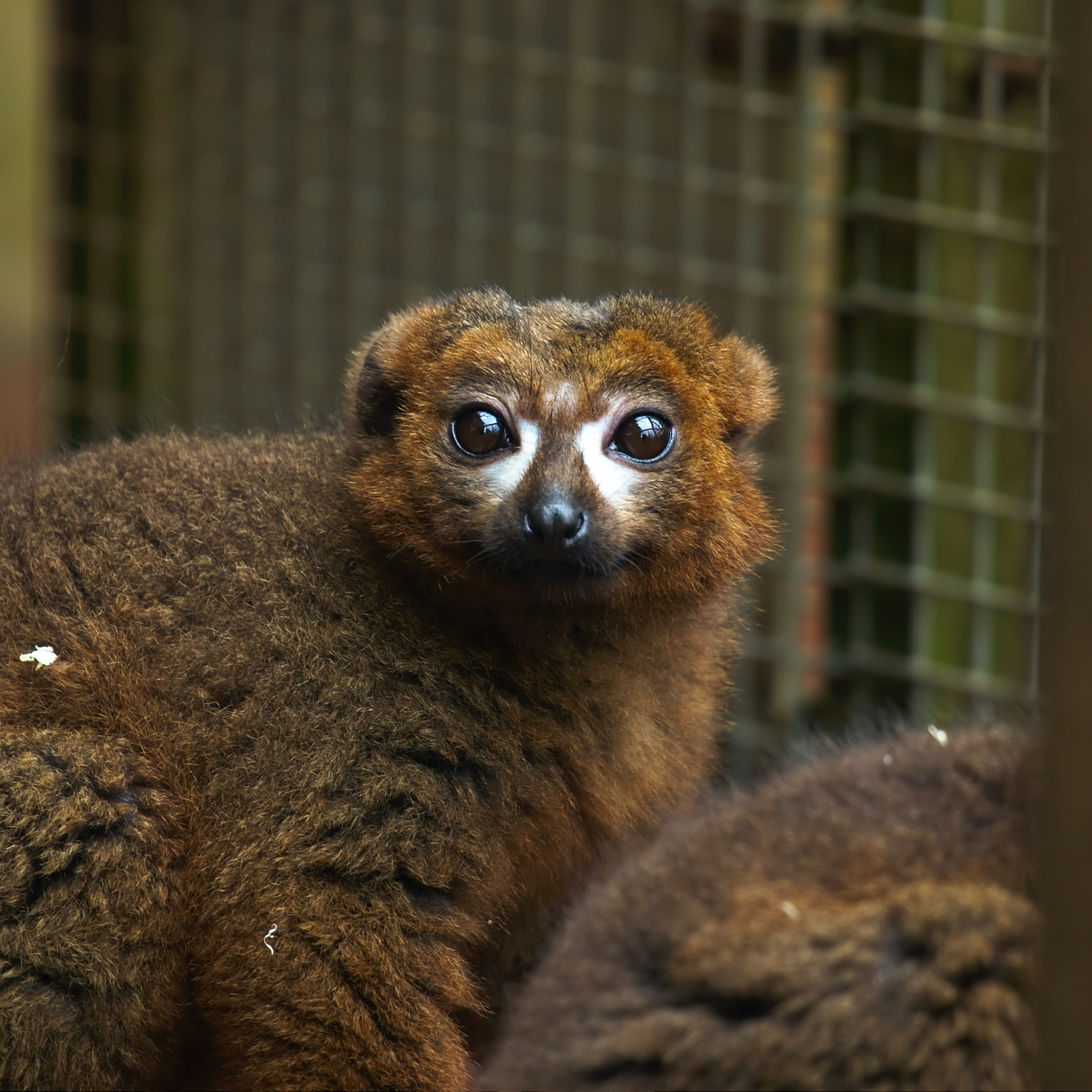
vöröshasú maki (Eulemur rubriventer)

## Fordítás
- Ez a szócikk részben vagy egészben  a   Große Makis című német Wikipédia-szócikk ezen változatának fordításán alapul.  Az eredeti cikk szerkesztőit annak laptörténete sorolja fel. Ez a jelzés csupán a megfogalmazás eredetét és a szerzői jogokat jelzi, nem szolgál a cikkben szereplő információk forrásmegjelöléseként.